# Костюк Теодор
Теодо́р Костю́к (англ. Theodore Kostiuk; нар. 12 серпня 1944, Плауен, Німеччина) — американський астрофізик українського походження, головний науковець (chief scientist) з дослідницьких програм у Центрі космічних польотів ім. Годдарда (Goddard Space Flight Center, NASA, США).

## З життєпису
Теодор Костюк — син українського літературознавця Григорія Костюка.
Навчався у Сіракузькому університеті (доктор наук із фізики).
Керівник програми розробки космічних апаратів (РІДДР) NASA (відділ вивчення сонячної системи), член підкомісії NASA з дослідження сонячної системи. Член Американського фізичного товариства, Американського астрономічного товариства.
Теодор Костюк часто буває в Україні. Так, 23 жовтня 1992 року на батьківщині батька — в селі Боришківці Кам'янець-Подільського району — він виступив на вечорі, присвяченому 90-річчю Григорія Костюка.
4 червня 2008 року в Києво-Могилянській академії Теодор Костюк узяв участь у презентації двотомника спогадів батька «Зустрічі і прощання», перевиданого в Україні видавництвом «Смолоскип». 5 червня він побував у селі Боришківці, а 6 червня взяв участь у презентації двотомника батька в Кам'янець-Подільському національному університеті.
Удостоєний медалі Симона Сонкіна (1966).